# Branislav Fodrek
Branislav Fodrek (* 5. února 1981, Bratislava) je bývalý slovenský fotbalový záložník a reprezentant. Mimo Slovensko působil na klubové úrovni v Rusku a Maďarsku. Aktivní hráčskou kariéru ukončil v roce 2014.
Po jejím skončení se začal věnovat trenéřině a footgolfu.

## Klubová kariéra
Svoji fotbalovou kariéru začal v FK Rapid Bratislava. Mezi jeho další angažmá patří: ŠK Slovan Bratislava, FC Artmedia Petržalka, FK Saturn Moskevská oblast, Szombathelyi Haladás, DAC 1904 Dunajská Streda. V dresu Artmedie je dvojnásobným mistrem nejvyšší slovenské ligy, jedenkrát vyhrál slovenský fotbalový pohár a Superpohár, zúčastnil se Ligy mistrů UEFA a Poháru UEFA.

## Reprezentační kariéra
Ve slovenském reprezentačním A-mužstvu debutoval 30. 11. 2004 na turnaji King's Cup v thajském Bangkoku proti týmu Maďarska (výhra 1:0).
Za A-mužstvo Slovenska nastoupil v letech 2004–2006 celkem ke čtyřem zápasům, gól nevstřelil. V národním týmu má bilanci 1 výhra a 3 remízy.

### Reprezentační zápasy
Zápasy Branislava Fodreka za A-mužstvo Slovenska
| Rok    | Zápasy | Góly |
| ------ | ------ | ---- |
| 2004   | 2      | 0    |
| 2005   | 1      | 0    |
| 2006   | 1      | 0    |
| Celkem | 4      | 0    |